# アクチノマイセス属
アクチノマイセス属（アクチノマイセスぞく、Actinomyces、アクチノミセス属、アクチノミケス属）は、グラム陽性桿菌に分類される真正細菌の一属である。2021年7月現在、公に認められた正当な種は29種存在する。

## 特徴
放線菌の中でも嫌気性桿菌が多い。

## 代表的な菌種
(A. bovis)
嫌気性陽性桿菌。牛放線菌症の原因となる。
(A. israelii)
嫌気性陽性桿菌。胸部、腹部の放線菌症を起こす菌。口腔内に常在し、腸管、女性性器から分離される。
(A. meyeri)
嫌気性陽性桿菌。時に頚部、手、足、咬傷感染からも分離される。歯牙周囲の溝に常在する。脳膿瘍、胸水からも分離される。
(A. naeslundii)
嫌気性陽性桿菌。放線菌病巣部、眼感染症、女性性器感染症、歯周病から分離される。口腔内、上気道常在し、頚管分泌物からも分離される。
(A. odontolyticus)
嫌気性陽性桿菌。ヒトの虫歯から検出され、眼感染症からもよく分離される。
(A. pyogenes)
嫌気性陽性桿菌。化膿性感染症の起炎菌で急性咽頭炎、尿道炎や皮膚感染症を起こす。
(A. neuii subsp. anitratus)
嫌気性陽性桿菌。
(A. neuii subsp. neuii)
嫌気性陽性桿菌。
(A. viscosus)
嫌気性陽性桿菌。放線菌症と混在しており、眼感染症やIUDを使う女性の頚管炎、歯周病、虫歯と関連性がある。
(A. suis)
嫌気性陽性桿菌。